# Ажуа (хокейний клуб)
ХК «Ажуа» (фр. HC Ajoie) — хокейний клуб з м. Поррантрюї, Швейцарія. Заснований у 1973 році. Виступає у чемпіонаті Національної ліги B. Домашні ігри команда проводить на «Патінуар дю Вуабеф» (4,200). 
За свою історію команда завоювала чемпіонські титули в Національній лізі B (1988, 1992, 2016, 2021) та чотири рази завоювала чемпіонський титул в регіональній лізі (1982, 1985, 1996, 2000).

## Історія
Команда у чемпіонаті Швейцарії дебютувала 17 листопада 1973 року. З 1978 року команда виступає в регіональній лізі, а з 1982 року в Національній лізі B. У 1988 році ХК «Ажуа» дебютує в Національній лізі А, займає щоправда останню сходинку, наступного разу в НЛА клуб з Поррантрюї грав у сезоні 1992/93 років, клуб знову опинився на останньому місці та вибув до НЛВ.
У 1990-х роках ХК «Ажуа» двічі зазнав пониження в класі у 1995 та 1997, з 2000 року постійно виступає в НЛВ. В останнє десятиліття ХК «Ажуа» виходили тричі у півфінал раунду плей-оф (2001/2002, 2003/2004 та 2007/2008 роках), але щоразу зазнавали поразки.